# Liparophyllum latifolium
Liparophyllum latifolium là một loài thực vật có hoa trong họ Menyanthaceae. Loài này được (Benth.) Tippery & Les mô tả khoa học đầu tiên năm 2009.